# Orlando Scott Goff
Orlando Scott Goff (10. září 1843 Middletown – 17. října 1916 Boise) byl fotograf amerického Západu během 19. století

## Mládí
Orlando Scott Goff se narodil v Middletownu v Connecticutu 10. září 1843 jako nejmladší z pěti dětí obuvníka Alfreda Goffa a Adaline, rozené Giddings. Během dospívání se Goff učil řemeslu výroby vozů, ale po vypuknutí americké občanské války se v říjnu 1861 ve věku 18 let zapsal k 10. spojeneckému pěchotnímu pluku armády Unie. Sloužil v Carolině, Floridě a Virginii. Dne 13. října 1864 byl Goff zraněn v bitvě o Darbytown Road poblíž Richmondu ve Virginii. Strávil pak 2 měsíce ve vojenské nemocnici ve Fort Monroe ve Virginii a po svém propuštění byl povýšen na 1. seržanta a později na 2. poručíka. Dne 2. srpna 1865 byl Goff propuštěn ze služby.

## Kariéra
Nejdříve se vrátil do svého rodného Connecticutu, ale o půl roku později se přestěhoval do Lyons v New Yorku, kde zůstal další dva a půl roku. Tam se vyučil v oboru fotografie. V roce 1868 se odstěhoval do Portage, ve Wisconsinu, kde provozoval fotografický obchod a také provozovat malou galerii v blízkém Columbusu. Tady vzal do učení svého budoucího obchodního partnera Davida Francise Barryho. V roce 1871 se přestěhoval do Yanktonu v Dakotě a v roce 1873 do Bismarcku, kde založil fotografické studio a galerii. V roce 1875 přijal místo fotografa ve Fort Abraham Lincoln, zatímco zde sloužil pplk. George Armstrong Custer a také několik jednotek 7. jízdního pluku. Goff nafotografoval poslední fotografie Custera, jeho důstojníků a mužů před jejich střetem v bitvě u Little Bighornu proti armádě Siouxů, Šajenů a Arapahů, které sjednotil Sedící býk. Goff se vrátil do Bismarcku do svého studia. V roce 1877 pořídil první fotografii náčelníka Josepha z Nez Perce a 31. července 1881 Sedícího Býka z Hunkpapa kmene Lakotů. Často se vydával na cesty mimo své studio, pořizoval snímky napříč krajem a mezi domorodými Američany a Indiány.

## Pozdější život
V polovině osmdesátých let prodal Goff vlastní firmu svému příteli a partnerovi Davidu Francisovi Barrymu a sám se přestěhoval do Montany. V letech 1907/1908 sloužil jednu sezónu v Montanské legislativě a brzy poté se přestěhoval do Idaho, aby mohl žít se svou dcerou Bessie. Orlando Scott Goff zemřel v Boise 17. října 1916.

## Rodina
Goff se oženil v roce 1875 s Annie Eatonovou, která pocházela z New Yorku. Pár měl jedno dítě, dceru, Bessie, která se narodila v Bismarcku 22. září 1878.

## Galerie

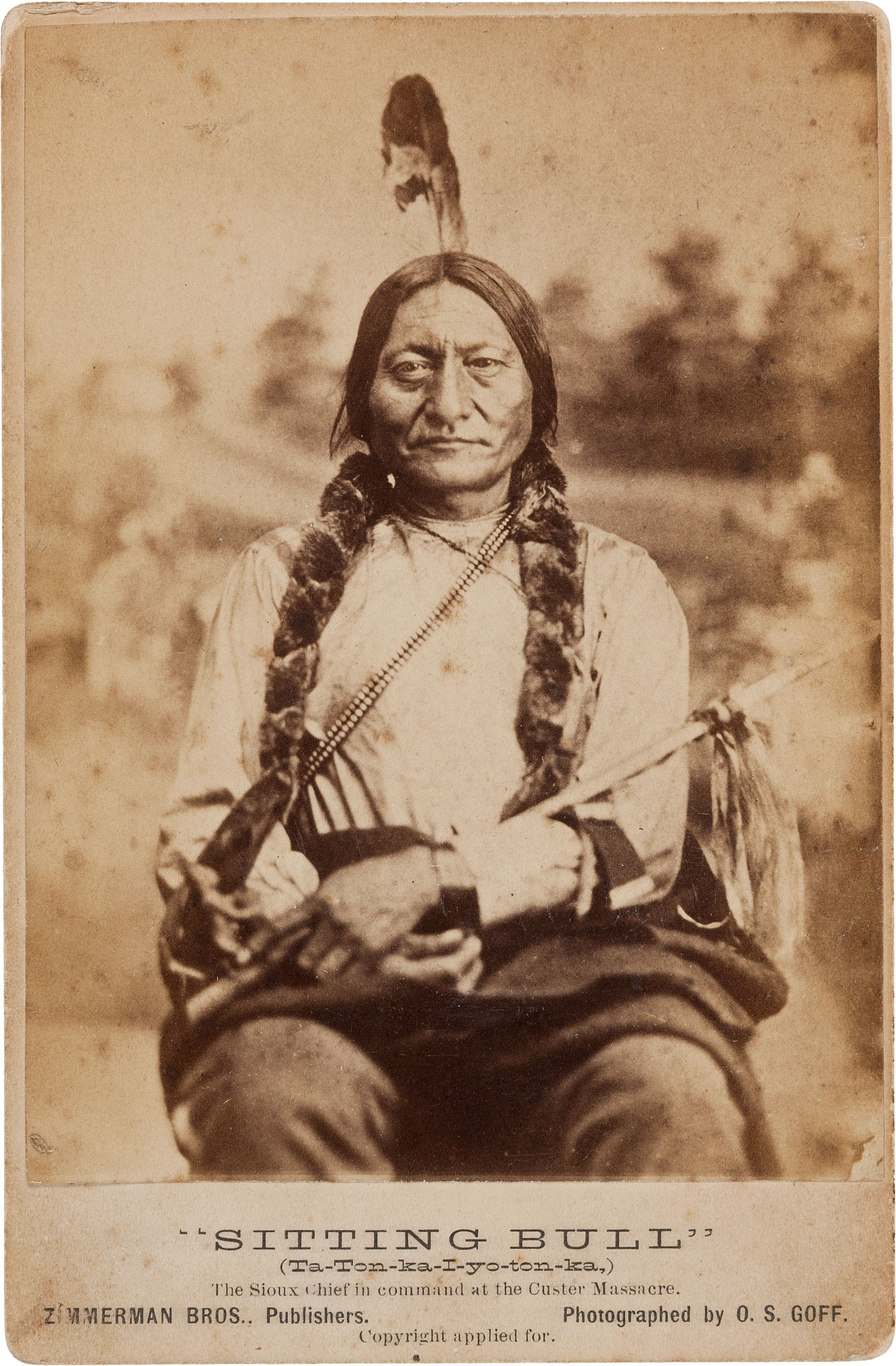
Sedící býk, Bismarck, Dakota Territory, 31. července 1881
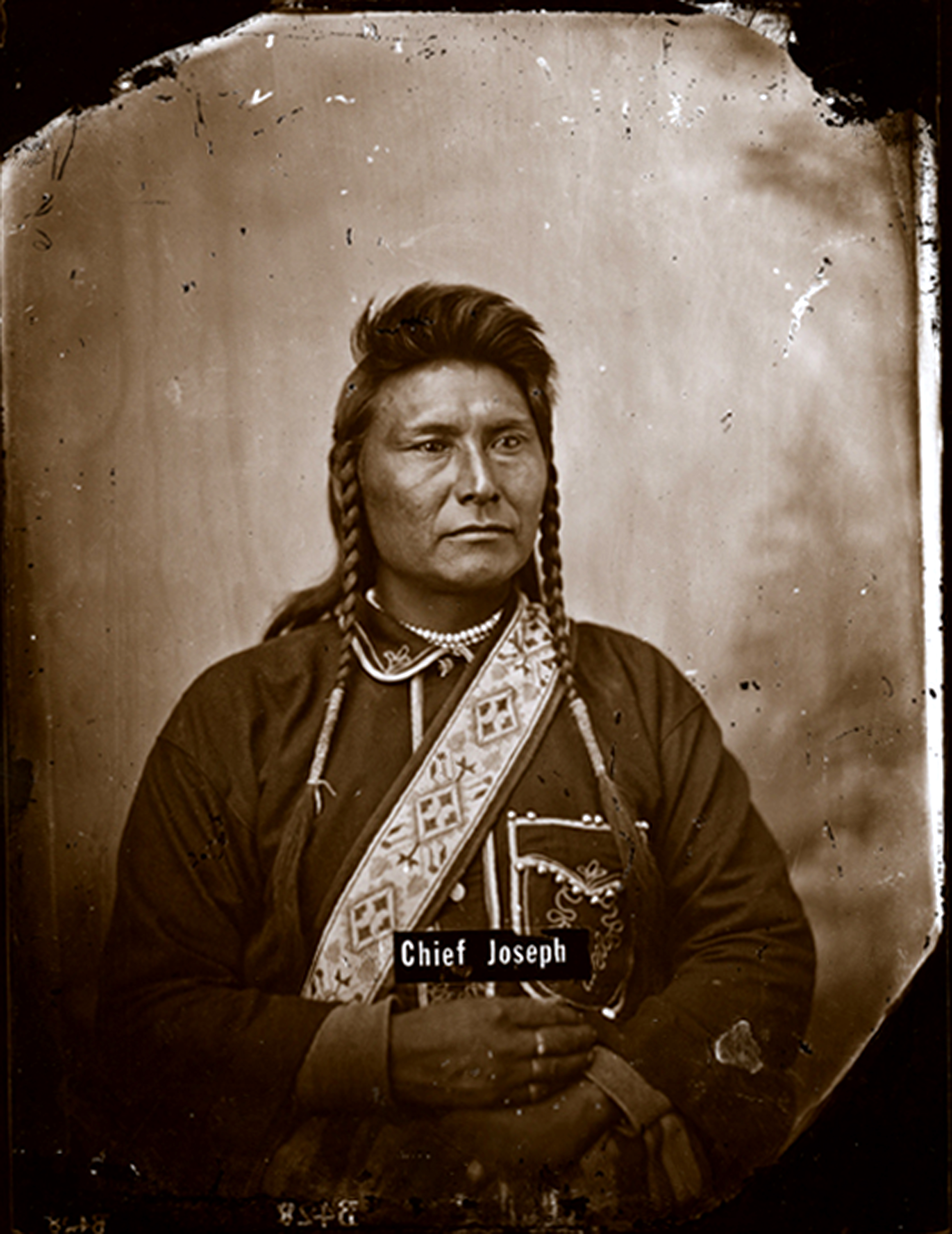
Náčelník Joseph, Bismarck, Dakota Territory, 1877
John C. Gresham v uniformě, asi 1878
Důstojníci a dámy ve Fort Lincoln, Dakota Territory, asi 1874
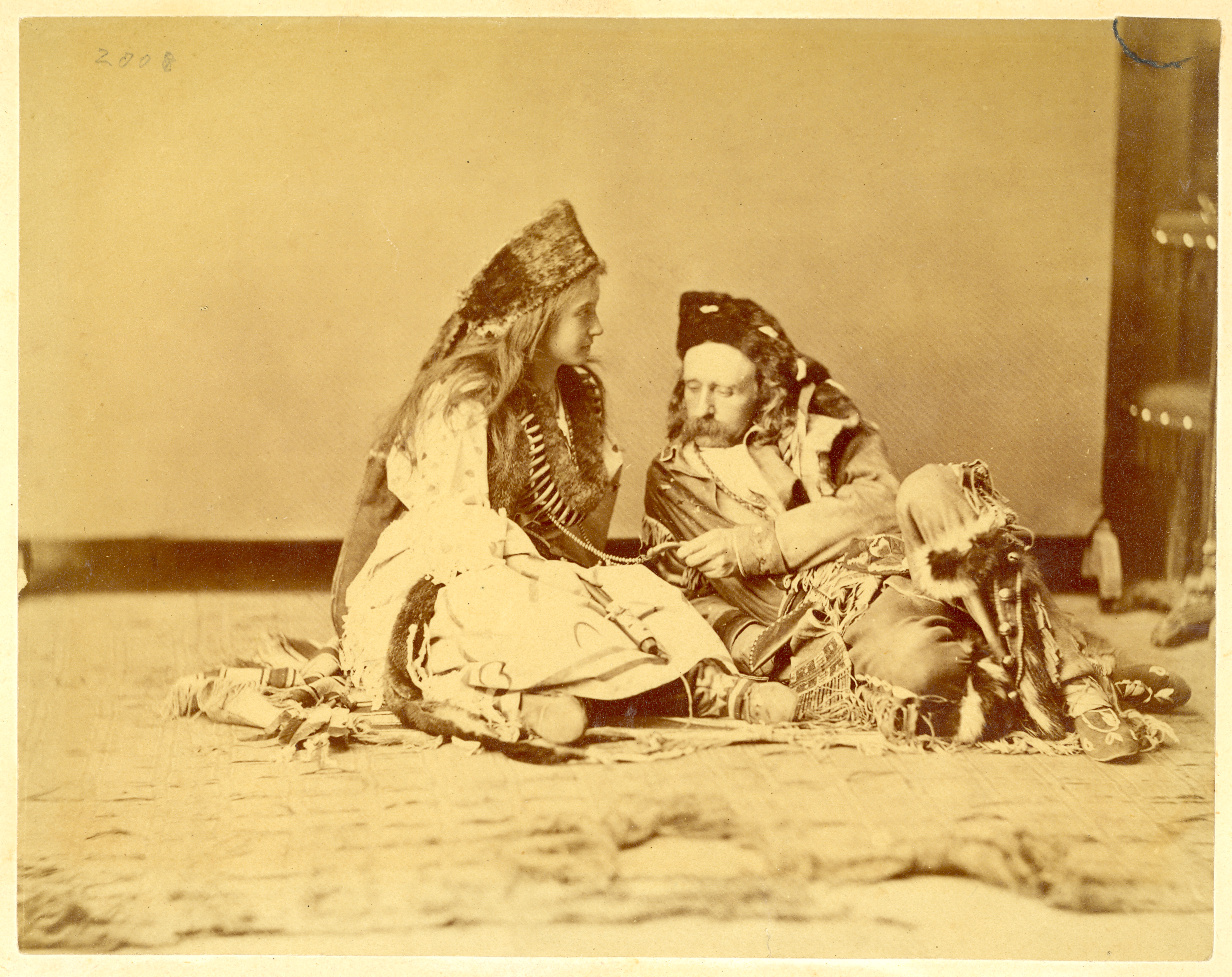
Slečna Agnes Bates a generál George Armstrong Custer v kostýmech náčelníka Siouxů a jeho nevěsty
Skupina na schodech Custerova domu, Fort Abraham Lincoln, Dakota Territory
Skupina na schodech Custerova domu, Fort Abraham Lincoln, Dakota Territory